# 청산초등학교 모도분교
청산초등학교 모도분교는 대한민국 전라남도 완도군에 있는 공립 초등학교이다.

## 학교 연혁
- 1937년 4월 30일: 서성공립보통학교 모도간이학교 개교
- 1938년 4월 1일: 서성공립심상소학교 모도간이학교 개편
- 1941년 4월 1일: 서성공립국민학교 모도간이학교 개편
- 1944년 3월 25일: 모도간이학교 제8회 졸업(누계: 225명)
- 1944년 4월 1일: 모도공립국민학교 승격 분리(입학생 21명)
- 1950년 1월 1일: 모도국민학교 개편
- 1950년 1월 3일: 모도국민학교 제1회 졸업식(졸업생 19명)
- 일자미상 모도국민학교 모북분교 설립 인가
- 1950년 3월 31일: 모북분교장 개교
- 일자미상 모도국민학교 모동분교 설립 인가
- 1953년 4월 1일: 모동분교장 개교
- 1956년 9월 19일: 모동분교 모동국민학교 승격 분리
- 1958년 3월 31일: 모북분교 모북국민학교 승격 분리
- 1983년 3월 1일: 모북국민학교 분교장 격하 편입
- 1985년 3월 1일: 모동국민학교 분교장 격하 편입
- 1986년 2월 18일: 모도국민학교 제36회 졸업식(누계: 726명)
- 1986년 3월 1일: 청산중앙국민학교 분교장 격하 편입, 모동분교장·모북분교장 이관
- 1996년 3월 1일: 청산중앙초등학교 모도분교 개편
- 1998년 3월 1일: 청산초등학교 모도분교 개편
- 2011년 2월 15일: 청산초등학교 모도분교 제50회 졸업식(누계: 782명)

## 참고 자료
- 청산초등학교모도분교장 - 한국교육학술정보원 학교알리미